# Opus III
Gli Opus III sono stati un gruppo musicale inglese di musica elettronica attivo negli anni novanta. Il loro più grande successo è il singolo del 1992 It's a Fine Day, entrato nelle classifiche di molti paesi.

## Storia del gruppo
I tre producer Kevin Dodds, Ian Munro e Nigel Walton, che avevano pubblicato tre singoli come A.S.K. (Kiss and Tell, 1988; Dream, 1990; Freedom We Cry), formarono gli Opus III assieme alla cantante Kirsty Hawkshaw, figlia del compositore di musica per sonorizzazioni Alan Hawkshaw. Il primo album degli Opus III, Mind Fruit del 1992, contiene It's a Fine Day, una cover di un brano di Jane entrata nella Top 10 di Regno Unito (#5), Irlanda (#6), Italia (#9) e Stati Uniti (#1). L'altro singolo estratto dall'album I Talk to the Wind è una cover di un brano dei King Crimson. Gli Opus III pubblicarono il secondo album Guru Mother nel 1994. Dall'album vennero estratti When You Made the Mountain, che raggiunse la prima posizione della classifica statunitense e Hand in Hand (Looking for Sweet Inspiration). Il gruppo smise di far parlare di sé nello stesso decennio; Hawkshaw avviò la carriera solista e collaborò con Delerium, Silent Poets, BT, DJ Tiësto e Orbital.

## Formazione
- Kirsty Hawkshaw – voce
- Kevin Dodds – produzione
- Ian Munro – produzione
- Nigel Walton – produzione

## Discografia

### Album in studio
- 1992 – Mind Fruit
- 1994 – Guru Mother

### Singoli
- 1992 – It's a Fine Day
- 1992 – I Talk to the Wind
- 1994 – When You Made the Mountain
- 1994 – Hand in Hand (Looking for Sweet Inspiration)